# Vena brachiocephalica
Vena brachiocephalica, česky žíla ramenohlavová či bezejmenná, je párová (pravá, dextra a levá, sinistra) žíla, která vzniká soutokem vnitřní hrdelní žíly (vena jugularis interna) a podklíčkové žíly (vena subclavia). Odvádí odkysličenou krev z hlavy, krku a horních končetin. Soutokem pravé a levé vena brachiocephalica vzniká horní dutá žíla (vena cava superior).

## Větvevena brachiocephalica
- venae thyroideae inferiores
  - venae laryngeae inferiores
  - venae tracheales
  - venae thymicae
  - venae pericardiacae
- vena vertebralis
  - vena cervicalis profunda
- vena thoracica interna
- vena intercostalis suprema